# Lothar Stammnitz
Lothar Stammnitz (* 1. November 1927 in Görlitz; † 27. Juli 2006 ebenda) war ein deutscher Parteifunktionär der SED. Zwischen 1964 und 1989 bekleidete er den Posten des 2. Sekretärs der SED-Bezirksleitung Dresden. Zudem war er zwischen 1981 und 1989 Mitglied des ZK der SED.

## Leben
Stammnitz wuchs in Görlitz als Sohn eines Fleischers auf, der KPD-Mitglied war. Zwischen 1934 und 1942 besuchte er die Volksschule; der Zugang zu einem höheren Bildungsabschluss blieb ihm nach eigenen Angaben durch die KPD-Mitgliedschaft des Vaters verwehrt. Nach der Schule begann Stammnitz eine Lehre zum Feinoptiker, die er allerdings durch die Einziehung zum RAD 1944 zunächst nicht beenden konnte. An die RAD-Zeit schloss sich die Einberufung zur Wehrmacht an. Bedingt durch seinen Einsatzort geriet Stammnitz nach Kriegsende in amerikanische Kriegsgefangenschaft, aus der er im März 1946 entlassen wurde. Anschließend kehrte er in seinen alten Betrieb nach Görlitz zurück, wo der 18-Jährige seine Feinoptikerlehre fortsetzte, die er 1948 beendete.
Stammnitz trat im Frühjahr 1946 noch in die KPD ein, die wenig später in der sowjetischen Besatzungszone in der SED aufging. Darüber hinaus trat er auch bereits 1946 in die gerade gegründete Jugendorganisation FDJ ein. Ab November 1948 bekleidete er im Rahmen seiner FDJ-Mitgliedschaft ein erstes politisches Ehrenamt, Stammnitz engagierte sich in einer nicht näher benannten Funktion in der damaligen sogenannten Demokratischen Sportbewegung, die zu dieser Zeit vor allem von der FDJ unterstützt wurde. Zum Jahresende 1949 wechselte der gerade 22-jährige Nachwuchsfunktionär in die SED-Kreisleitung Görlitz, wo er bis 1951 fortan als Sekretär für Wirtschaft tätig war. 1952 delegierte die SED Stammnitz zu einem Einjahreslehrgang an die SED-Landesparteischule Meißen, um sich das politische Wissen für seine Funktionärstätigkeit anzueignen. Im Anschluss daran wurde der 25-jährige Parteifunktionär zum VEB LOWA Görlitz delegiert, wo er bis 1957 als 1. Sekretär der SED-Parteibetriebsorganisation fungierte. Dieser Betrieb mit damals über 5000 Beschäftigten war einer der bedeutendsten Industriebetriebe der Neißestadt und einer der Ausgangspunkte für die sehr weit gediehenen Protestaktionen rund um den 17. Juni 1953 in Görlitz. Es ist anzunehmen, dass Stammnitz im Rahmen der umfangreichen Neubesetzung von Funktionärsposten bedingt durch die parteiinterne  Auswertung der Ereignisse um den 17. Juni zu seiner Position als Parteisekretär kam.
Ab 1955 absolvierte Stammnitz neben seiner Tätigkeit als Parteisekretär ein Fernstudium an der SED-Parteihochschule, welches er 1963 als Diplom-Gesellschaftswissenschaftler abschloss. 1957 kehrte er auf seine alte Position als Sekretär für Wirtschaft in der SED-Kreisleitung Görlitz zurück. Allerdings verblieb er dort nur bis 1959, danach wurde Stammnitz zur SED-Bezirksleitung Dresden gerufen, wo er zunächst bis 1961 in gleicher Funktion, nun allerdings auf Bezirksebene, tätig war. Nach einer dreijährigen Tätigkeit zwischen 1961 und 1964 als 1. Sekretär der SED-Kreisleitung Dresden-Land kehrte Stammnitz im Februar 1964 zur SED-Bezirksleitung Dresden zurück, wo er den bis dahin in dieser Position fungierenden Werner Eidner als 2. Sekretär ablöste. In dieser Position war Stammnitz bis zu seinem Rücktritt am 14. November 1989 tätig und war damit einer der langlebigsten 2. Bezirkssekretäre. Stammnitz erlebte in seiner Zeit als 2. Sekretär nur zwei ihm unmittelbar Vorgesetzte 1. Sekretäre der SED-Bezirksleitung Dresden, von 1964 bis 1973 Werner Krolikowski und von 1973 bis zu seinem Rücktritt Hans Modrow. Ob der zunehmenden Bedeutung des Bezirkes Dresden vor allem in der Mikroelektronik wurde Stammnitz auf dem X. SED-Parteitag 1981 direkt als Mitglied in das ZK der SED gewählt.  In dieser Position wurde er auch auf dem XI. Parteitag 1986 bestätigt. Stammnitz war damit einer der wenigen 2. SED-Bezirkssekretäre, die Mitglieder des ZK der SED wurden.
Nach seinem Rücktritt von seiner Parteifunktion wurde Stammnitz im Herbst 1990 invalidisiert und erhielt bis August 1992 Invalidenrente. Von da ab lebte er als Altersrentner, zuletzt in seinem Geburtsort Görlitz, wo er 2006 starb.

## Gerichtsverfahren
In einem Verfahren vor dem Landgericht Dresden wurde Stammnitz zusammen mit Hans Modrow, Günter Witteck und Siegfried Neubert wegen Anstiftung zur Wahlfälschung angeklagt. Im erstinstanzlichen Urteil vom 27. Mai 1993 verurteilte das Gericht Stammnitz zu einer Geldstrafe von 1500,- DM, zahlbar in 50 Tagessätzen zu je 30 DM. Nach erfolgreicher Revision  der Staatsanwaltschaft beim BGH und nachfolgender Zurückverweisung des Verfahrens an das LG Dresden verhängte die 4. Große Strafkammer des LG Dresden im August 1995 eine Freiheitsstrafe von sechs Monaten, die allerdings zur Bewährung ausgesetzt wurde.

## Ehrungen
- 1966: Vaterländischer Verdienstorden in Bronze[3]
- 1977: Vaterländischer Verdienstorden in Gold[4]
- 1987: Karl-Marx-Orden[5]